# Dolichocis manitoba
Dolichocis manitoba is een keversoort uit de familie houtzwamkevers (Ciidae). De wetenschappelijke naam van de soort werd in 1919 gepubliceerd door Charles Dury.